# Тархан, Ихсан Йылдырым
Ихсан Йылдырым Тархан (тур. İhsan Yıldırım Tarhan; род. 24 ноября 1980) — турецкий боксёр, представитель полутяжёлой и первой тяжёлой весовых категорий. Выступал за сборную Турции по боксу в период 1998—2008 годов, дважды серебряный призёр Средиземноморских игр, победитель и призёр многих турниров международного значения, участник летних Олимпийских игр в Афинах.

## Биография
Ихсан Йылдырым Тархан родился 24 ноября 1980 года. Проходил подготовку в боксёрском клубе «Текельспор» в Стамбуле.
В 1998 году боксировал на чемпионате мира среди юниоров в Буэнос-Айресе, но попасть здесь в число призёров не смог.
Дебютировал на взрослом международном уровне в сезоне 1999 года, когда вошёл в основной состав турецкой национальной сборной и выступил на чемпионате мира в Хьюстоне, где уже в 1/8 финала первой тяжёлой весовой категории был остановлен представителем Латвии Романом Куклиным.
В 2000 году боксировал на чемпионате Европы в Тампере, уступил в четвертьфинале полутяжёлого веса россиянину Александру Лебзяку.
Первого серьёзного успеха на международной арене добился в 2001 году, когда побывал на Средиземноморских играх в Тунисе и привёз оттуда награду серебряного достоинства. Участвовал в мировом первенстве в Белфасте.
В 2002 году выиграл домашний международный турнир «Ахмет Джёмерт» в Стамбуле, победил на Мемориале Бочкаи в Дебрецене, получил бронзу на Кубке Анвара Чоудри в Баку, боксировал на европейском первенстве в Перми и на Кубке мира в Астане.
На чемпионате мира 2003 года в Бангкоке был выбит из борьбы за медали уже на предварительном этапе поляком Алексием Куземским. При всём при том, выиграл серебряную медаль на турнире Green Hill в Пакистане и одержал победу на чемпионате Европейского Союза в Страсбурге.
В 2004 году был лучшим в зачёте турецкого национального первенства, на чемпионате Евросоюза в Мадриде и на первом студенческом чемпионате мира в Анталье. На чемпионате Европы в Пуле остановился в 1/8 финала, проиграв российскому боксёру Евгению Макаренко. Также добавил в послужной список золотую награду, полученную на международном турнире «Странджа» в Пловдиве, где одолел всех оппонентов, в том числе в решающем поединке взял верх над титулованным итальянцем Клементе Руссо — благодаря этой победе удостоился права защищать честь страны на летних Олимпийских играх в Афинах. На Играх, выступая в категории до 81 кг, благополучно прошёл первых двоих соперников по турнирной сетке, в частности в 1/8 финала победил будущего чемпиона мира среди профессионалов из Казахстана Бейбута Шуменова, тогда как в третьем четвертьфинальном бою со счётом 11:16 потерпел поражение от узбека Уткирбека Хайдарова.
После афинской Олимпиады Тархан остался в составе боксёрской команды Турции и продолжил принимать участие в крупнейших международных соревнованиях. Так, в 2005 году он взял бронзу на международном турнире «Золотой пояс» в Бухаресте, стал серебряным призёром Средиземноморских игр в Альмерии, выступил на мировом первенстве в Мяньяне.
В 2006 году участвовал в европейском первенстве в Пловдиве, однако уже на предварительном этапе был побеждён представителем Германии Александром Поверновым.
В 2007 году стал чемпионом Турции в зачёте первого тяжёлого веса.
На чемпионате Турции 2008 года стал вторым в категории до 91 кг, уступив в финале Бахраму Музафферу. Пытался пройти отбор на Олимпийские игры в Пекине, но на европейской олимпийской квалификации в Афинах уже на предварительном этапе потерпел поражение от представителя Белоруссии Виктора Зуева.
Не сумев пройти отбор на Олимпиаду в Пекине, Тархан покинул расположение турецкой сборной и завершил спортивную карьеру.